# Chiesa di Sant'Apollinare (Terenzo)
La chiesa di Sant'Apollinare è un luogo di culto cattolico dalle forme barocche, situato in strada Castello di Casola a Casola, frazione di Terenzo, in provincia e diocesi di Parma; è sede di una parrocchia compresa nella zona pastorale della Montagna.

## Storia
Il luogo di culto originario fu edificato nella località di Casa Storti, lungo la via di monte Bardone, in epoca medievale; la cappella del Monte fu citata nel 1230 nel Capitulum seu Rotulus Decimarum della diocesi di Parma tra le dipendenze della pieve di Bardone.
Nella seconda metà del XVI secolo l'antico tempio cadde in rovina e fu sostituito con l'edificio odierno, costruito tra il 1568 e il 1577 nel borgo di Castello di Casola.
Nel 1630, allo scopo di liberare il paese dalla terribile peste che flagellò l'Italia settentrionale, fu edificato in adiacenza al lato sinistro della chiesa un piccolo oratorio intitolato a san Rocco.
Nel 1934 il campanile fu soprelevato.
Intorno al 1960 il luogo di culto fu internamente ristrutturato, col rifacimento delle pavimentazioni e la decorazione ad affresco delle volte e delle pareti.

## Descrizione

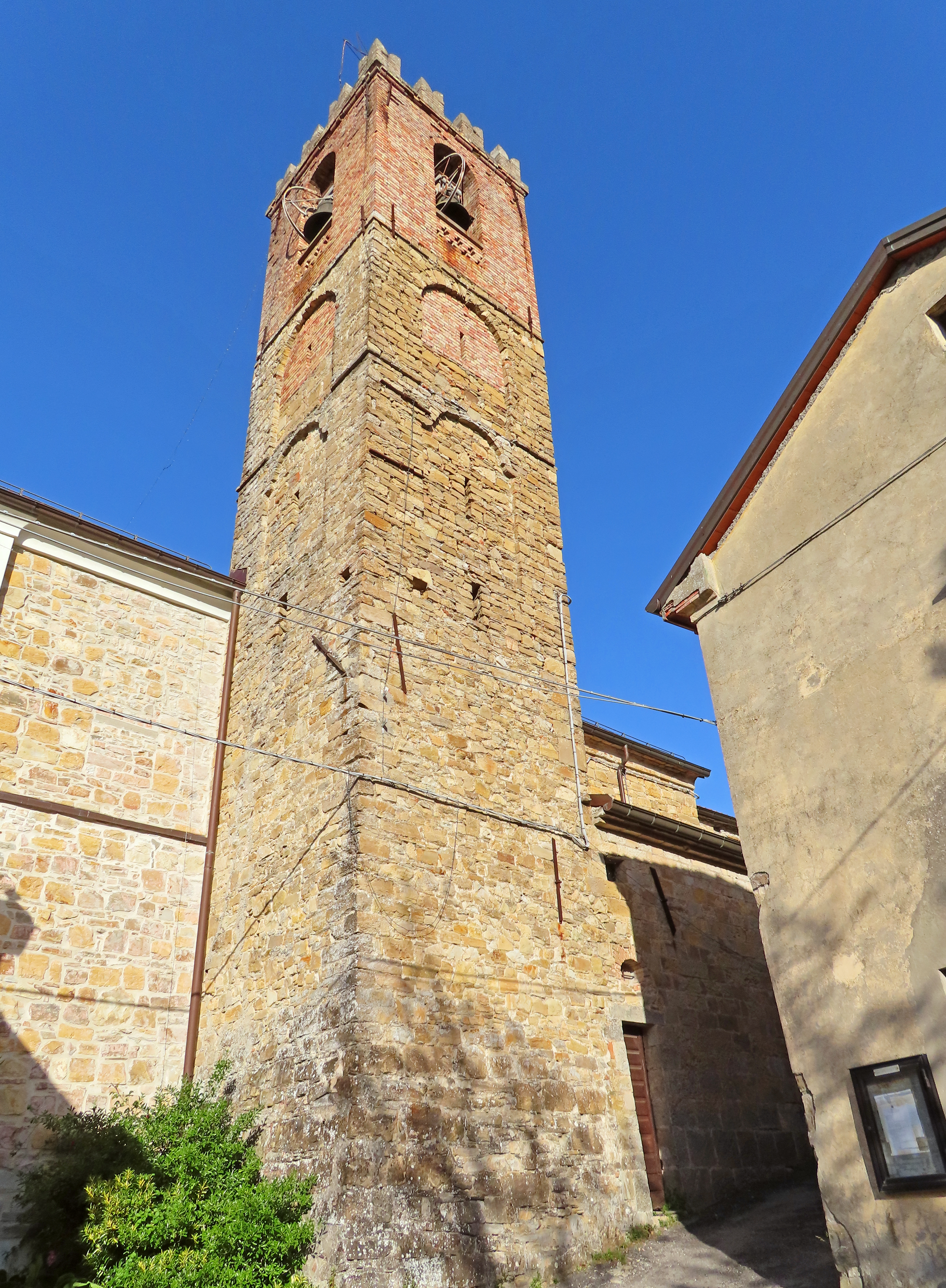
Campanile

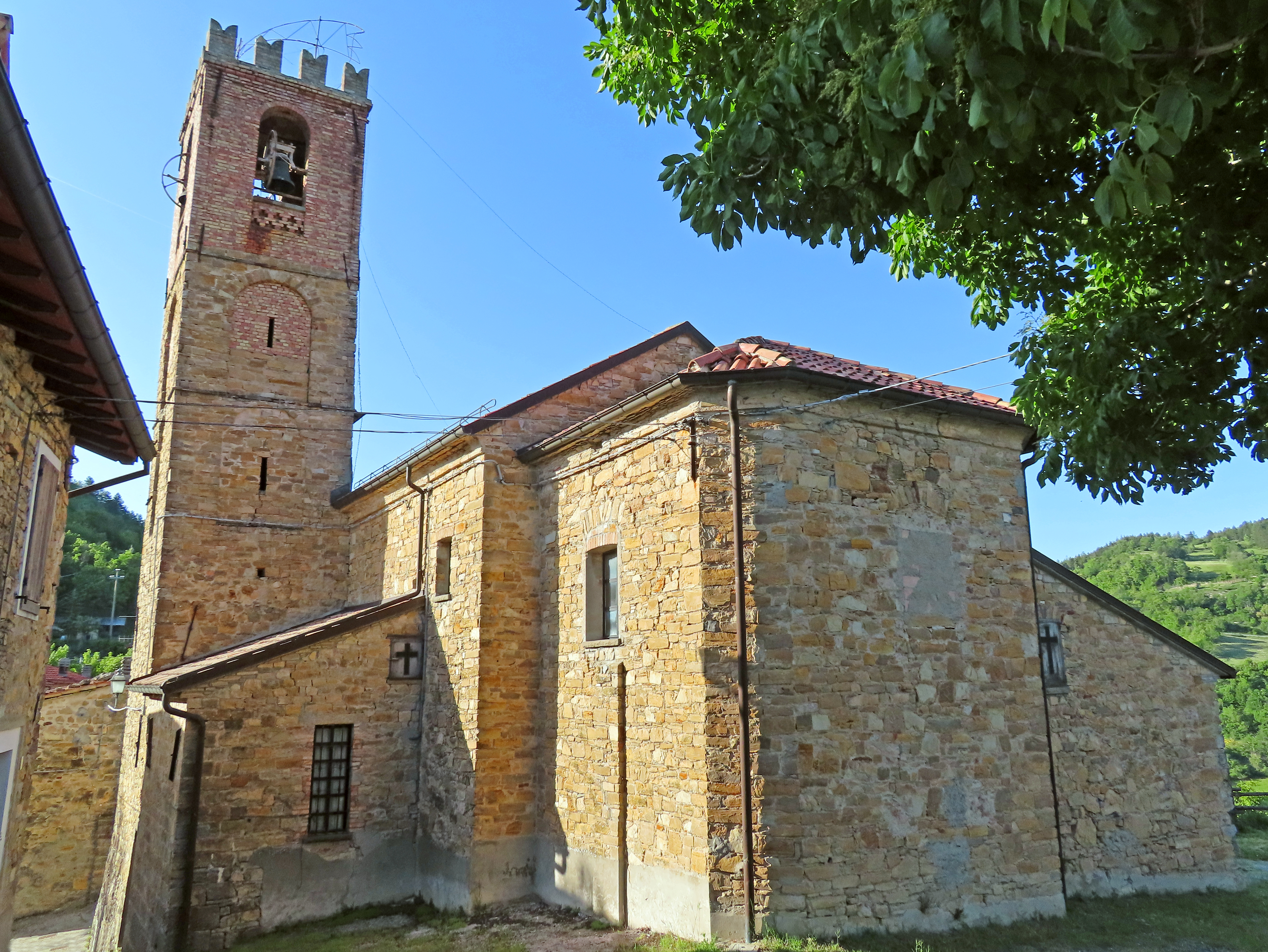
Retro e lato ovest

La chiesa si sviluppa su un impianto a navata unica affiancata da una cappella per lato, con ingresso a nord e presbiterio a sud.
La simmetrica facciata a capanna, quasi interamente rivestita in pietra a maglia irregolare come il resto dell'edificio, è tripartita verticalmente da quattro lesene d'ordine gigante, spezzate da un cornicione orizzontale a circa metà altezza; al centro è collocato l'ampio portale d'ingresso, inquadrato da una cornice intonacata; più in alto si apre una finestra rettangolare, anch'essa incorniciata; in sommità si staglia un grande frontone triangolare con cornice spezzata, al cui interno è posto un piccolo oculo ovale.

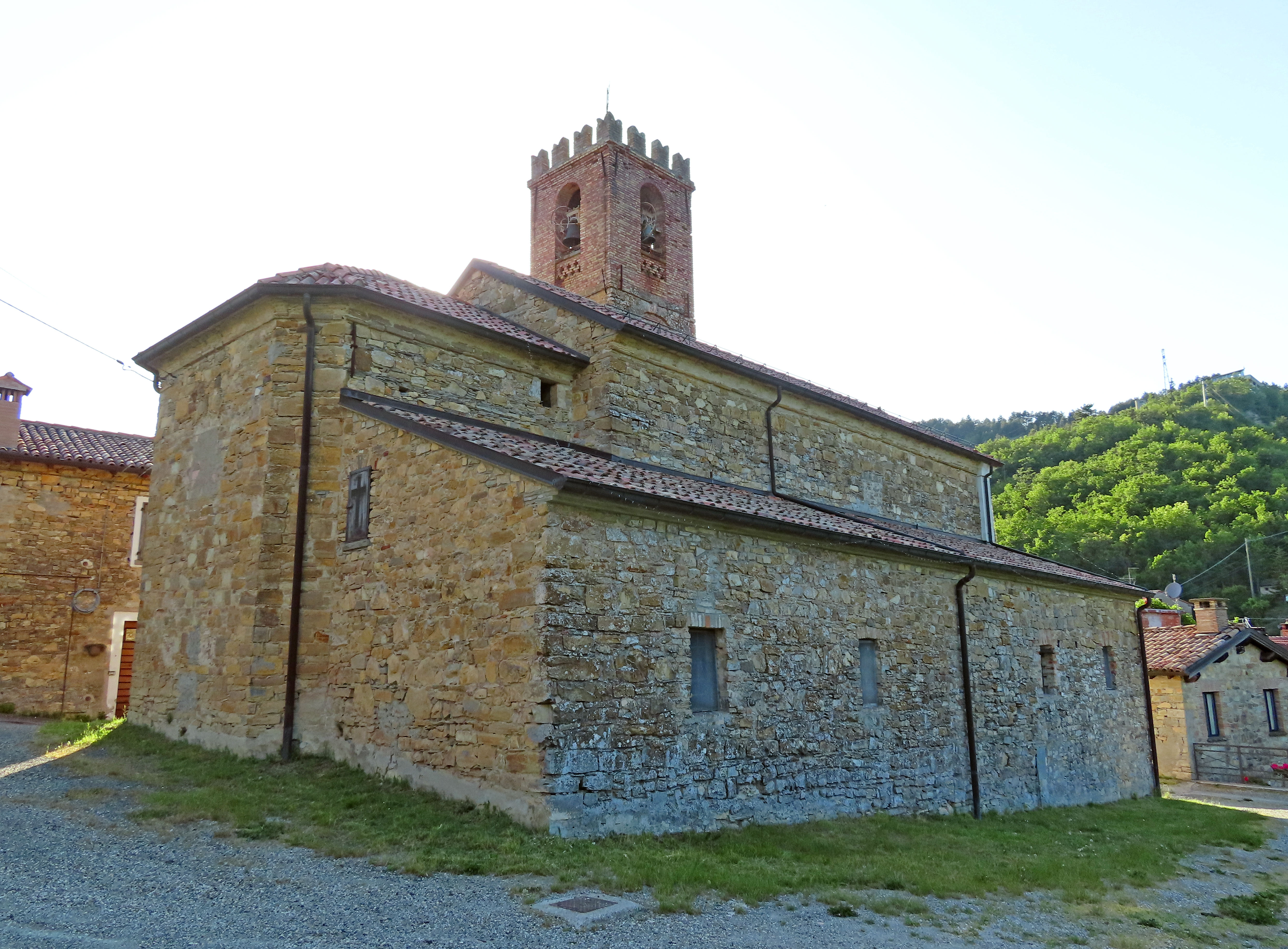
Retro e lato est

Dai fianchi aggettano i volumi delle cappelle e, sulla sinistra, del piccolo oratorio di San Rocco; a metà del lato destro si erge il campanile; i primi tre ordini, due dei quali contenenti ampie monofore ad arco a tutto sesto tamponate, sono rivestiti in pietra; la cella campanaria novecentesca, realizzata in laterizio, si affaccia sulle quattro fronti attraverso grandi aperture a tutto sesto balaustrate; a coronamento si eleva una merlatura ghibellina, realizzata nel 1934 a ricordo dell'antico castello distrutto.
All'interno la navata, coperta da una volta a botte lunettata affrescata, è affiancata da una serie di lesene coronate da capitelli dorici, a sostegno del cornicione perimetrale modanato; le cappelle laterali, chiuse superiormente da volte a vela dipinte, si affacciano sull'aula attraverso ampie arcate a tutto sesto.
Il presbiterio, lievemente sopraelevato, è preceduto dall'arco trionfale a tutto sesto; l'ambiente, coperto da una volta a vela affrescata, accoglie l'altare maggiore a mensa in marmi policromi aggiunto intorno al 1980 insieme all'ambone e al tabernacolo.
La chiesa conserva vari arredi lignei settecenteschi.